# Physaria eriocarpa
Physaria eriocarpa är en korsblommig växtart som beskrevs av Grady och O'kane. Physaria eriocarpa ingår i släktet Physaria och familjen korsblommiga växter. Inga underarter finns listade i Catalogue of Life.